# Městec (Chroustovice)
Městec je vesnice a část městyse Chroustovice v okrese Chrudim. Nachází se asi 2,5 kilometru severovýchodně od Chroustovic. Městec je také název katastrálního území o rozloze 2,76 km².

## Historie
První písemná zmínka o vesnici pochází z roku 1418.